# Союз правых сил

Членский билет партии «Союз правых сил» (СПС).

Сою́з пра́вых сил (СПС) — российский избирательный блок и праволиберальная политическая партия, существовавшая в 1999—2008 годах. На протяжении всей истории партии её «серым кардиналом» считался Анатолий Чубайс, именно он преодолевал разногласия между «новыми либералами» и «старыми демократами», вплоть до 2007 года финансировал партию и пытался удержать её в рамках модели «резервной партии власти». Объединение играло большую роль в проведении либеральной экономической политики первого срока Владимира Путина.

## Предыстория
10 декабря 1998 года для участия в выборах была создана коалиция «Правое дело», в которой состояло около 30 организаций. 24 августа 1999 года Сергей Кириенко, Борис Немцов и Ирина Хакамада объявили об учреждении блока «Союз правых сил», в который вошли коалиция «Правое дело», движения «Новая сила» и «Голос России».
Состав учредителей избирательного блока
Как было объявлено в средствах массовой информации (СМИ), официально в избирательный блок вошли:
- Общероссийская общественная организация «Демократический выбор России» Егора Гайдара
- Общероссийское общественное политическое движение «Консервативное движение „Новая сила“» Сергея Кириенко.
- Общероссийское общественное политическое движение «Россия молодая» Бориса Немцова
- Общероссийское общественное политическое движение «Юристы за права и достойную жизнь человека»
- Общероссийская общественная политическая организация «Партия „Демократическая Россия“»
- Общероссийская политическая общественная организация «Российские налогоплательщики»
- Общероссийское политическое общественное движение «Голос России» Константина Титова
- Общероссийское общественно-политическое движение «Движение нового поколения»
- Общероссийская политическая общественная организация «Общее дело» Ирины Хакамады

## Предвыборное объединение
В августе 1999 года на учредительной конференции избирательного блока «Союз правых сил» был принят «Правый манифест», ставший программным документом новой либеральной коалиции, содержащий оценку событий недавнего прошлого. В нём отмечалось: «до 1991 года Советский Союз и с ним Россия по выбитой колее неумолимо катились в пропасть, и у коммунистического руководства страны не было ни сил, ни решимости, чтобы переломить тенденцию, приостановить движение по наклонной плоскости. Это сделали либералы. Посредством реформ они перетащили Россию в другую колею, колею рыночной экономики. И хотя новая дорога поначалу также пошла под уклон, даже более крутой, но впереди уже не пропасть, надежда на подъём. Рано или поздно она осуществится». В то же время в «Правом манифесте» не отрицались и подвергались анализу ошибки в курсе либеральных реформ предшествующих лет: «Ошибки и упущения были. Это и наши ошибки, и ошибки руководства страны, которые мы не сумели предотвратить».
В качестве высших ценностей, на которую ориентировалось новое объединение, в «Правом манифесте» провозглашалось «человек, его права и свободы». В качестве основной идеи — идея свободы («Свобода. Свобода, гарантированная демократией»).
В «Правом манифесте» также подчеркивалось, что «одним из важнейших факторов переживаемого нами кризиса» стало «слабое и большое государство». В качестве отдельной опасности рассматривался «номенклатурный капитализм», который ранее был указан Егором Гайдаром в качестве одной из основных угроз России (см., например, его выступление на VII съезде партии ДВР «Стратегия XXI века. Европейский выбор России»).

## История
Летом 1999 правые общественные организации начали формировать коалицию для участия в выборах.
На парламентских выборах 1999 года избирательный блок получил 8,52 % голосов избирателей и сформировал фракцию в Государственной Думе. СПС выдвинул лозунг: «Путина — в президенты, Кириенко — в Государственную думу. Молодых надо!». За несколько дней до выборов премьер-министр В. Путин дал аудиенцию С. Кириенко, и сцена торжественного вручения В. Путину программы блока СПС была включена в рекламный ролик блока как свидетельство союзнических отношений с преемником тогдашнего президента России Бориса Ельцина. Сам Путин присутствовал на неформальном праздновании результатов выборов, которое проводило руководство избирательного блока.
25 февраля 2000 года на заседании Координационного совета СПС было принято формально решение не выдвигать своего кандидата на президентских выборах, то есть не признавать официальными кандидатами СПС ни К. Титова, поддержанного рядом входящих в СПС партий, ни В. Путина, за которого призывали голосовать А. Чубайс и С. Кириенко. Было также принято решение о проведении после президентских выборов съезда с целью создания на основе блока единой политической организации.
14 марта 2000 года на совместном заседании фракции СПС и координационного совета блока был вновь поставлен вопрос о президентских выборах и на этот раз — под давлением А. Чубайса — было принято решение о поддержке кандидатуры В. Путина (из 7 членов КС «за» проголосовали 4 — А. Чубайс, С. Кириенко, Е. Гайдар, В. Некрутенко; К. Титов был против; Б. Немцов и И. Хакамада воздержались). 20 марта 2000 года в связи с этим решением самораспустился политсовет СПС (в котором большинство представителей входящих в него мелких партий поддерживали не В. Путина, а К. Титова).
В апреле 2001 года во фракцию СПС из фракции Единства перешли четверо депутатов Государственной Думы — члены общественного движения «Поколение свободы».
В мае 2000 года на базе избирательного блока «Союз правых сил» была создана Общероссийская политическая общественная организация (ОПОО) СПС. В мае 2001 года СПС был переименован в ОПОО «Политическая партия „Союз правых сил“». 14 декабря 2001 года на съезде было принято решение о преобразовании в политическую партию «Союз правых сил».
26 мая 2001 года состоялся учредительный съезд партии «Союз правых сил». В качестве учредителей выступило девять партий, в частности, Демократический выбор России. На съезде принят устав СПС, избрано руководство партии. Сопредседателями партии стали Егор Гайдар, Сергей Кириенко, Борис Немцов, Ирина Хакамада и Анатолий Чубайс.
14 декабря 2001 года прошёл II съезд. На съезде окончательно утверждены устав и программа СПС. Председателем партии избран Борис Немцов. Помощь в руководстве партией ему продолжали оказывать Егор Гайдар, Ирина Хакамада и Анатолий Чубайс. В декабре 2001 года был также опубликован отчёт о законотворческой работе фракции СПС в Госдуме «Два правых года». На III съезде 16 января 2002 года приняты декларация об основах внешнеполитической концепции СПС и резолюция «Глобальная угроза международного терроризма». В декларации национальным интересом России объявлены интересы её граждан.
1 октября 2002 года подтвердила свою регистрацию.
IV съезд (8 сентября 2003 года) принял программу, в которой, в частности, говорилось, что «Союз правых сил» идёт на парламентские выборы 2003 года с твёрдым намерением победить. «СПС строит великую Россию, то есть свободную Россию — страну, в которой не стыдно и удобно жить» всем гражданам. Среди первоочередных приоритетов СПС — начало глубоких реформ (военной, социальных отраслей, включая здравоохранение и образование, науки, ЖКХ, банковской), продолжение уже начатых реформ в налоговой и пенсионных сферах, серьёзные изменения в миграционной и аграрной политике, укрепление гарантий защиты частной собственности. Сопредседатель партии Егор Гайдар, характеризуя программу в своем выступлении, заметил: «В нашей Программе нет популизма! Всё, что там написано, может быть, немножко скучновато, но это правда».
Арест Ходорковского и последовавшая сразу же за ним отставка руководителя Администрации президента Александра Волошина, считавшегося одним из главных союзников правых в Кремле, стали переломным моментом в отношениях либералов и власти. Отставку Волошина драматично восприняло всё высшее руководство партии, включая Бориса Немцова и Анатолия Чубайса.
На выборах в Государственную Думу в декабре 2003 СПС набрал 4,0 % голосов и не прошёл в парламент. По одномандатным округам в Госдуму четвёртого созыва были избраны кандидаты СПС Павел Крашенинников, Арсен Фадзаев и Алексей Лихачёв (все трое перешли во фракцию «Единая Россия»). В СПС вступил депутат Госдумы Антон Баков.
Все четыре сопредседателя: Борис Немцов, Ирина Хакамада, Егор Гайдар и Анатолий Чубайс, — ушли в отставку на внеочередном съезде в январе 2004 года, взяв на себя ответственность за поражение на парламентских выборах. Тем не менее, сам Чубайс продолжал оказывать помощь СПС. Ряд отделений партии в регионах был создан на основе местных отделений РАО ЕЭС, возглавляемой Чубайсом, из 32 членов политсовета пятеро работали в РАО. Номинальными лидерами партии остались ответственный секретарь Федерального политического совета партии Виктор Некрутенко и исполнительный директор партии Олег Пермяков. Фактически партией руководил президиум политсовета из пяти секретарей (Виктор Некрутенко, Борис Надеждин, Борис Минц, Леонид Гозман и Иван Стариков), отвечавших за основные направления партийной работы и осуществлявших коллективное руководство СПС в период отсутствия у партии единого лидера (с января 2004 по май 2005).
V съезд СПС (26 июня 2004 года) констатировал готовность партии к формированию единого демократического списка на выборах в Госдуму в 2007 году, победа на которых выдвинута в качестве стратегической задачи. Как отмечено в программном заявлении съезда, СПС считает необходимым формировать этот единый список не просто на основе договорённостей лидеров, а путём обращения к мнению избирателей. Член федерального политического совета СПС Анатолий Чубайс подтвердил, что СПС готов вести переговоры с «Яблоком», несмотря на разногласия с его лидером Григорием Явлинским.
В конце 2004 — начале 2005 года в партии был организован штаб для проведения региональных выборов во главе с Антоном Баковым. СПС прошёл по партийным спискам в парламенты Тульской, Брянской, Курганской, Рязанской и Амурской областей. Команда Бакова проиграла только выборы в Хакасии. Кандидаты СПС Евгений Собакин и Евгений Зеленко вышли во второй тур на последних в России выборах губернаторов в Курганской и Брянской областях.
На съезде, состоявшемся 28 мая 2005 года, Федеральный политсовет предложил ввести в партии пост заместителя председателя Политсовета и избрать председателем 29-летнего руководителя пермской организации СПС, вице-губернатора Пермской области Никиту Белых, а заместителем — Леонида Гозмана. Основным оппонентом Белых стал секретарь президиума Иван Стариков, выдвинувший свою кандидатуру. По результатам голосования Никита Белых возглавил партию.
На выборах 2005 года в Московскую городскую Думу СПС выступил единым списком с партией «Яблоко» (список которого возглавлял Новицкий, Иван Юрьевич, член СПС) и рядом гражданских организаций. Блок Яблоко — Объединённые демократы смог преодолеть 10-процентный барьер (11,11 %) и получил три места из тридцати пяти, Иван Новицкий стал депутатом Мосгордумы. В знак протеста против этого альянса Баков прекратил работу регионального штаба СПС.
26 января 2006 года на заседании Федерального политсовета СПС принято решение о создании комиссии по объединению демократических организаций во главе с Борисом Немцовым. 16 февраля 2006 года федеральный политсовет СПС утвердил состав комиссии, в которую вошли Борис Немцов (председатель), Леонид Гозман, Владимир Кара-Мурза (мл.), Борис Надеждин, Олег Наумов, Виктор Некрутенко, Олег Пермяков и Евгений Ясин.
19 сентября 2006 года на очередном съезде СПС была принята за основу новая программа партии «Горизонт-2017. Вернуть России будущее». В частности, в проекте программы говорилось:
Россия погружается в сон, в новый «застой». Причина одна — бегство от свободы. Если не остановить это бегство, уже через 5—6 лет Россия столкнётся с колоссальными проблемами в экономике и общественном развитии, которые приведут к новому социальному и политическому кризису. Мы, политическая партия «СОЮЗ ПРАВЫХ СИЛ», понимаем это, и поэтому должны быть готовы к решению гораздо более масштабной задачи, чем просто возвращение в парламент на ближайших выборах. Наша задача — вернуть России свободу и возобновить движение страны вперёд. Наша задача — Вернуть России будущее. Эту задачу не решить за 2—3 года, даже победив на выборах. Поэтому мы выдвигаем программу, ориентированную не просто на ближайшие годы, а на 10 лет вперёд. И мы открыто говорим российскому обществу о наших планах и намерениях. В 2007 году мы намерены вернуться в парламент и сформировать там фракцию, которая подтолкнёт Государственную Думу, Правительство и Президента к принятию долгосрочной программы снижения зависимости экономики от экспорта энергоносителей. Мы будем готовы в любой момент предложить стране эффективные инструменты решения всех назревших, в том числе самых сложных задач. В 2011 году мы намерены стать наиболее влиятельной партией в парламенте, войти в правительство и начать поэтапное осуществление системных преобразований, направленных на преодоление стагнации и возобновление движения страны вперёд.

В 2015 году мы намерены стать партией парламентского большинства. Таким образом, наша задача к 2017 году — стать правящей партией, приступить к завершающему этапу либеральных реформ и сделать необратимым движение России вперёд.
После её опубликования Виталий Третьяков выступил с критикой ряда положений программы, порекомендовав переписать её.
В декабре 2006 года Белых добился выдающегося успеха СПС на региональных выборах в Пермском крае (16,34 %). Этому способствовало формирование нового имиджа партии за счёт избрания молодого лидера и возвращение команды Бакова. Весной 2007 года Белых возглавил партийные списки, а Баков — выборные штабы на региональных выборах в Петербурге, Ленинградской, Московской, Псковской, Орловской, Омской, Томской, Самарской, Вологодской областях, Ставропольском и Красноярском краях и в республиках Коми и Дагестан. На этих выборах СПС оказалась главным противником «Единой России». СПС добился успехов во всех территориях, кроме Петербурга. Однако в 2007 году партия получила на парламентских выборах лишь 0,96 % голосов.
В феврале 2008 года Борис Немцов приостановил своё членство в СПС.
2 октября 2008 года на заседании Политсовета партии было принято решение о самороспуске СПС. 15 ноября 2008 года на внеочередном съезде партия объявила о самороспуске. «За» проголосовали 97 человек, «против» — 9, воздержались двое.

## Выборы в Государственную Думу

### 1999 год
Выборы 1999 года стали первыми и самыми успешными для «Союза правых сил». Его предвыборную тройку составили Борис Немцов, Ирина Хакамада и Сергей Кириенко. Также в федеральном списке были Павел Крашенинников, Борис Надеждин, Гасан Мирзоев, Сергей Ковалёв, Эдуард Воробьёв и Константин Ремчуков. Московскую региональную группу возглавляли Егор Гайдар и Алексей Улюкаев, петербургскую — Юлий Рыбаков и Григорий Томчин.
Предвыборная кампания шла под лозунгом «Молодые, энергичные, сильные». Партия, выступая с праволиберальных позиций, заявляла о поддержке курса на свободный рынок, а также о поддержке тогдашнего премьер-министра Владимира Путина. СПС пользовался поддержкой либеральных телеканалов, таких, как НТВ и ТВ-6, радиостанции «Эхо Москвы». «Союз правых сил» набрал 8,52 % голосов и получил 24 места по партийным спискам. Ещё 8 депутатов от СПС прошли в Госдуму по одномандатным округам. С победой на выборах партию поздравил Владимир Путин, который специально приехал в столичный ресторан «Три пескаря», где руководство СПС (кроме Немцова) отмечало победу.
На стадионах страны агитировали за партию Владимир Пресняков-младший, Владимир Кузьмин, Николай Носков, группы «Свинцовый туман», «Моральный кодекс», «Чайф», «Маша и медведи», «Сплин» и «Секрет».
Незадолго до выборов 1999 года, вернувшись из парижской эмиграции, о поддержке «Союза правых сил» заявил Анатолий Собчак, первый мэр Санкт-Петербурга, отмечая, что «без фракции СПС новая Государственная дума будет неполноценной и вновь обречённой на бездействие».
В Думе СПС вскоре оказался в оппозиции как к правящей партии «Единство», так и к Коммунистической партии. СПС заключил союз с двумя другими партиями меньшинства: «Яблоко» и «Отечество». Представители этих трёх партий бойкотировали выборы спикера, кандидат в спикеры от СПС Похмелкин публично снял свою кандидатуру. На президентских выборах СПС уже не заявлял о поддержке Путина. В дальнейшем, «Отечество» вышло из оппозиции и заключило коалицию с «Единством», сформировав партию «Единая Россия». СПС и «Яблоко» оставались в третьей думе единственными представителями либерального блока.
В период парламентских выборов в 1999 году партия финансировалась Михаилом Ходорковским.

### 2003 год
Федеральный список возглавили Борис Немцов, Ирина Хакамада и Анатолий Чубайс. Помимо них в федеральном списке числились Павел Крашенинников, Константин Ремчуков, Елена Мизулина, Виктор Некрутенко, Эдуард Воробьёв, Александр Шубин, Александр Баранников и Александр Котюсов.
Руководителем предвыборного штаба стал Альфред Кох, а его заместителем до сентября — Марина Литвинович. Московский список возглавляли Егор Гайдар, Леонид Гозман и Иван Новицкий, список Московской области — Борис Надеждин, петербургский — Юрий Гладков и Альфред Кох.
Участники кампании СПС утверждают, что партия на несколько важных предвыборных месяцев попала в информационную блокаду. На запуске Бурейской ГЭС, согласно давно написанному сценарию, президент Путин должен был перерезать красную ленточку вместе с профильным руководителем Чубайсом, но телевизионной картинки, где Путин и Чубайс встречаются в кадре (именно на неё уповал избирательный штаб), всё же не получилось: главу РАО ЕЭС вырезали из всех телесюжетов о ГЭС, а после — из всех запланированных на финише кампании развлекательных телеэфиров, в том числе и тех, которые уже были оплачены партией. Кроме этого, в ночь перед выборами из эфира убрали записанную программу «Что? Где? Когда?», где в команде СПС играли Анатолий Чубайс, Ирина Хакамада, Борис Надеждин и телеведущая Авдотья Смирнова, СПС убрали и из программы «Пока все дома». Также Чубайса вывели из состава жюри КВН, а концерт Андрея Макаревича на «Первом», где в конце вместе с музыкантом на сцену выходили правые кандидаты, чтобы спеть «Новый поворот», показали по телевизору без финальной песни. Помимо этого, по мнению участников кампании, на теледебатах некоторым представителям партии систематически отключали звук или же не предоставляли слово модераторы дискуссии.
По всей стране проходили предвыборные концерты под эгидой «Союза правых сил», на которых выступали «Сплин», «Чиж & Co», Чичерина, Вячеслав Бутусов, «Ночные снайперы», «СерьГа», «Чайф», «Би-2», «Ногу свело!» и «7Б» Ведущими митинг-концертов были Николай Фоменко, Елена Перова и Антон Комолов.
Среди доверенных лиц партии на выборах были Николай Фоменко, Алла Гербер, Марк Розовский, Татьяна Толстая, Наталья Фатеева, Мариэтта Чудакова и Леонид Жуховицкий.
Партия не преодолела пятипроцентный барьер (3,97 %). По одномандатным округам прошли три кандидата, вошедшие позднее во фракцию «Единой России».

### 2007 год

Плакат СПС на выборах, направленный против «Плана Путина» — программы «Единой России».

В преддверии выборов 2007 года руководство партии заявляло об усилившемся давлении со стороны властей. В ответ было принято решение участвовать в Марше несогласных.
В 2007 году СПС вновь приняла участие в выборах Государственной думы, назначенных на 2 декабря. В тройку федерального списка партии вошли Никита Белых, Борис Немцов и Мариэтта Чудакова. По мнению Никиты Белых, «первая тройка» СПС призвана символизировать три поколения российских либералов, что позволит привлечь голоса избирателей разных социальных слоёв и возрастов.
Московскую региональную группу возглавляли Мария Гайдар и Андрей Нечаев, петербургскую — Леонид Гозман, а свердловскую — Антон Баков. Также от партии на этих выборах баллотировались Виктор Некрутенко, Борис Надеждин и Алексей Кара-Мурза.
В итоге 2 декабря партия набрала 0,96 % голосов.

#### Внутрипартийный конфликт
В сентябре 2007 член партии Мария Гайдар в открытом письме к «новым лицам» в руководстве СПС обвинила их в политических спекуляциях в связи с попыткой включить в список партии инвалида Андрея Сычёва.

#### Рейтинг партии
Согласно опросам ВЦИОМ, рейтинг партии находился на уровне 1—2 % на протяжении нескольких месяцев перед выборами, что не превышало статистической погрешности.
Согласно социологическим опросам аналитического центра Юрия Левады «Левада-Центр», в октябре рейтинг партии снизился с 2 % до 1 %
Опрос ФОМ также подтверждает уровень поддержки партии в 1 % (на октябрь 2007 года).

#### Отказ от участия в выборах лидеров региональных списков
В октябре-ноябре 2007 года ряд лидеров региональных списков СПС отказался участвовать в избирательной кампании.

Так, в ноябре 2007 года первый номер региональной группы по Ингушетии Ваха Евлоев заявил, что выходит из избирательного списка партии, мотивируя свои действия тем, что в федеральной тройке присутствует Борис Немцов:
В биографии Немцова слишком много тёмных пятен. Это и невозвращённый госкредит в 18 миллионов долларов, который был выдан Нижегородской области под личные гарантии тогдашнего губернатора Немцова. Это и провал реформы ЖКХ, за которую во время работы в правительстве отвечал Немцов. Это и провал антимонопольной политики, за которую тоже отвечал Немцов. Этот список можно продолжать до бесконечности. И, главное, люди не забыли всех этих достижений Немцова со знаком «минус».
Евлоев также сказал: «Теперь же, с Немцовым во главе, СПС вдруг стал говорить о защите пенсионеров и малоимущих. Люди воспринимают это как насмешку, как издёвку», добавив, что не желает в этом участвовать.
Однако, по информации ЦИК, в избирательном списке Ваха Евлоев всё же остался.
Первый номер дагестанского списка Расул Алиев также снял свою кандидатуру. По его мнению, действия СПС могли повредить стране. Алиев, в частности, отметил: «Последнее выступление во время прямой линии президента показало особое отношение главы государства к нашему народу. В этих условиях я не хочу раскачивать лодку».
8 октября отказался от участия в выборах лидер регионального списка в Ульяновской области Владимир Малинин, который выразил несогласие с предвыборными технологиями партии.
12 ноября в Краснодарском крае снял свою кандидатуру первый номер списка Юрий Тебин. По его словам, у партии отсутствовал механизм реализации своих идей.
Андрей Осипенко, заместитель председателя городской думы Нижнего Новгорода, объяснил снятие своей кандидатуры тем, что «партия не ведёт идеологическую кампанию», а «делает ставку на популизм». Как заявил на пресс-конференции Осипенко: «Я отзываю свою кандидатуру из списка СПС, представленного на выборах в Государственную думу, потому что не хочу быть ширмой для других людей».
Первый номер брянского списка Игорь Панкратов, также снявший кандидатуру, заявил: «Левые лозунги СПС — это вообще позор для партии думающих людей. Взять, к примеру, обещание повышения пенсий в два с половиной раза. Я — экономист и могу с уверенностью сказать, что такое просто невозможно. Это просто пустые обещания, то есть давать такие обещания — это значит намеренно обманывать людей… они просто хотят „нагреться“ на этих выборах. Вот на таком обмане они хотят добиться результата любым путём».
Свои кандидатуры также сняли Сергей Середович (Удмуртия), Ольга Марковская (Краснодарский край), Валерий Беспалов (Пензенская область).
19 ноября снял свою кандидатуру член регионального отделения в Башкортостане Шамиль Габдрахманов, который сказал, что партия занималась обманом людей.
Руководитель региональных программ Фонда развития Информационной политики А. Кынев объясняет это давлением на кандидатов:
Пример, с давлением на кандидатов СПС, которые по однотипному шаблону очень странным образом выходили из партийного списка, когда писали заявления почти под копирку и делали абсолютно однотипные заявления под камерой, хотел бы обратить внимание только на два случая. Центральные телеканалы транслировали заявление господина Вахи Евлоева, лидера списка СПС по Ингушетии, где он заявил так же, как и все остальные, что он поддерживает Путина, что кампания СПС оппозиционная. Он это не одобряет, и выходит из списка, и рекомендует всем обратиться к сайту Центральной избирательной комиссии и посмотреть список постановлений Центризбиркома. Постановления по господину Евлоеву нет. Господин Евлоев не выходил из списка партии «Союз правых сил» и не подавал официального заявления. На человека надавили. Он дал заявление под камерой, но заявления не существует. Мы наблюдаем в чистом виде пиар-кампанию по дискредитации одной из политических партий. Причём, показывается только негативная сторона. Самому руководству партии по этому поводу не предоставляется ни минуты, ни секунды эфирного времени.

#### Заявления о давлении на партию
Как заявляли представители СПС, в процессе избирательной кампании партия подверглась давлению со стороны властей. Правоохранительные органы массово изымали законно изданный тираж предвыборной газеты партии (материалы были проверены ЦИК и не вызвали нареканий). Только за одну неделю изъятие тиража составило более 10 млн экземпляров газеты. Ещё почти 4 млн заблокировано в типографиях. Всего, по утверждению СПС, в регионах было изъято более 24 млн тиража газеты «Проблема № 1».
В конце ноября СПС принял участие в «Марше несогласных» в Москве и Санкт-Петербурге. 25 ноября в Петербурге были задержаны лидеры партии Никита Белых, Борис Немцов и Леонид Гозман.
СПС была поддержана некоторыми общественными деятелями, в частности, Георгием Сатаровым, президентом Фонда «ИНДЕМ»:
Друзья, я принял решение голосовать за СПС. Это не агитация. Просто объясняю причины. Во-первых, я решил голосовать. Выбор простой (чисто эстетический): либо Яблоко, либо СПС. Не могу за Яблоко. Они зануды. И, кроме того, в их роликах звучит такое неверие в то, что они говорят! За СПС голосую по старой идиотской привычке поддерживать тех, кого бьют и кому ломают руки. Вот и всё. Сатаров
 и писателем Виктором Шендеровичем:
Насчёт того, что делать 2 декабря
(поскольку многие интересуются моим мнением).
Первоначально полагал вообще не ходить на это мероприятие.
Доводы очевидны: неучастие в шулерстве, а также арифметическое соображение о том, что три четверти твоего голоса (за кого бы ты ни проголосовал) отойдёт «Единой России»
Имеется, однако, эмоциональный позыв — проголосовать за СПС, единственную партию, назвавшую чёрное чёрным, высказавшуюся публично об убогости и мерзости путинской политики и подвергнутую за это тотальному коллективному «мочению».
И по размышлении я склоняюсь ко второму варианту поведения. Ибо, как в том еврейском анекдоте про невесту и колхозника, поимеют нас в любом случае, и чрезмерный расчёт тут — от лукавого. А дело человека (в день выборов и во все другие дни) — поступать по велению души. Есть партия, внятно выражающая мою политическую позицию, — за неё и проголосую.

## Критика
В апреле 2007 года директор Московского бюро по правам человека Александр Брод, театральный деятель Марк Розовский и глава общественной организации Анатолий Гашев в открытом письме обвинили СПС в отходе от либеральных ценностей и обмане избирателей:
Хочется напомнить руководителям СПС, что откровенный обман избирателей — опасный путь, который ведёт к утрате доверия граждан к партиям, другим институтам гражданского общества, демократическим ценностям и может привести к радикализации политического процесса в стране.
Комментируя утверждения Бориса Немцова о том, что его пытались отравить, обозреватель сайта GlobalRus.ru писал, что этими заявлениями СПС пытается привлечь к себе внимание. В статье также говорилось, что партия переориентировалась на популизм: «партийные лозунги нивелировались и стали условно-левацкими — такими же, как у всех остальных российских партий». По мнению автора, подобные заявления оттолкнут от партии здравомыслящих людей, которые не будут голосовать только ради «пустой демагогии и клишированных лозунгов».
Деятельность СПС подвергалась резкой критике со стороны партии «Гражданская сила», которая заявляла о своей приверженности либеральной идеологии. По мнению Михаила Барщевского, СПС делал ставку на популизм. В 2008 году Барщевский отметил:
Что касается СПС, то мне омерзительно использование лжи в любой её форме. Ложь перед избирателями омерзительна вдвойне. Ложь в отношении избирателей-бабушек, то есть пенсионерок, людей, скажем так, находящихся в ужасном положении, — это омерзительно в кубе.
18 сентября 2007 года Ижемский федеральный районный суд отменил итоги выборов в Госсовет Коми по избирательному участку № 376 в деревне Большое Галово. Был установлен факт подкупа избирателей со стороны СПС. Представители партии платили жителям по 150 рублей за голос. Руководитель регионального отделения «Яблока» и представитель клуба «За честные выборы» обнаружили нарушение после того, как один из представителей СПС обманул избирателей, не выплатив им вознаграждение.
В апреле 2007 года прокуратура Красноярска возбудила уголовное дело против СПС по статье «воспрепятствование осуществлению избирательных прав» (п. «а» ч. 2 ст. 141 УК РФ). Как сообщили в прокуратуре, «в ходе проверки выявлены факты нарушения федерального закона „Об основных гарантиях избирательных прав и прав на участие в референдуме граждан Российской Федерации“, подрывающие гарантированные Конституцией права граждан на свободное и равное осуществление своего избирательного права».
В связи с этим руководитель регионального отделения Демократической партии России отметил: «До тех пор, пока обман собственного избирателя, подкуп, фальсификации являются в нашей стране нормой, ни о каких честных выборах речи и быть не может».
Лидер Либерально-демократической партии России Владимир Жириновский, комментируя итоги выборов в Пермском крае, также заявил, что прохождение СПС в парламент объясняется подкупом: «тотальный подкуп избирателей прошёл по всему краю»
В 2007 году в нескольких городах прошли пикеты агитаторов, которые заявляли, что СПС не выплатила им обещанное вознаграждение.
По мнению партии «Яблоко», СПС находился под полным контролем властей и поддерживал их политику. «Яблоко» заявляло, что в 2000 году, поддержав кандидатуру Путина и отказавшись от выдвижения единого кандидата, члены СПС стремились сохранить свои посты и доходы; поддерживали власть в ряде её информационных мероприятий; в 1996 году представители будущего СПС использовали цензуру и фальсификации против оппозиции, поддерживая Ельцина; поддерживали политику криминальной (по мнению «Яблока») приватизации и залоговых аукционов; неоднократно обманывали граждан. На этом основании «Яблоко» отказалось от объединения с СПС

В 1999 году руководители партии «Яблоко» в Санкт-Петербурге также обвиняли СПС в распространении ложной информации о «Яблоке»:
 Господа из СПС «забыли», что большая часть депутатских льгот (в том числе министерские оклады для депутатов) была установлена прошлой Думой ещё в 1994 году при поддержке предшественников СПС — «Выбора России», куда входили и А. Чубайс, и Е. Гайдар, и И. Хакамада. В нынешней Думе фракции СПС не было, но 15 января 1997 года депутат И. Хакамада голосовала за выплату депутатам компенсаций на приобретение жилья.
Мы предлагаем господам Кириенко, Немцову и Хакамаде публично опровергнуть ложную информацию, распространённую в листовке возглавляемого ими блока СПС и на деле доказать, что декларируемые ими принципы честной и открытой политики являются для них не пустыми словами.
В апреле 2007 года представители ряда ветеранских организаций направили открытое письмо СПС, где призвали партию отказаться от использования популистских лозунгов: «Сегодня вы говорите о своём выборе в пользу социальной политики. Вы хотите привлечь голоса пожилых людей, но даже не скрываете того, что не собираетесь придерживаться этих взглядов после выборов». Как заявил руководитель Российского союза ветеранов Афганистана Александр Разумов, СПС не способен пройти в Госдуму. Разумов отметил, что «попытки СПС спекулировать на тему пенсий» вызовут негативную реакцию у ветеранского сообщества.

Профессор Андрей Пионтковский и Вячеслав Игрунов считают, что деятели, близкие к СПС, симпатизируют Пиночету. Игрунов, в частности, говоря о программе СПС в интервью Радио Свобода в 2006 году, отметил:
…если эта программа считает, что этот режим является антидемократическим, он как бы идёт в контроверсии с реформами Ельцина, то я думаю, что это просто ложь. Ведь сегодня Путин и его режим ни на йоту не нарушили ту конституцию, которая была создана этими людьми. Она была создана ими для того, чтобы отстранить от принятия каких бы то ни было серьёзных решений парламент, передать всю власть одному человеку, Борису Николаевичу Ельцину, и реализовать реформы таким образом, чтобы они были выгодны очень узкому слою людей, то есть построить олигархический капитализм, что они, кстати, и сделали. И в этом смысле Путин является наследником именно этого направления. Вспомните, откуда в России возникло такое почитание Пиночета. Именно эти люди, которые основали впоследствии СПС, которые были лидерами Демократического выбора России, именно они говорили с придыханием о Пиночете, о сильной руке, которая бы проводила непопулярные рыночные реформы. Таким образом, то, что мы имеем сейчас, является естественным развитием режима Ельцина, а вовсе никаким не противовесом ему.
Пионтковский ранее говорил о причинах первоначальной поддержки Путина со стороны СПС: «СПС в том же Путине видел Пиночета, который железной рукой будет проводить реформы… практически на путинско-пиночетовских позициях остался единственный, но настоящий хозяин и спонсор этой партии — Чубайс». При этом Борис Немцов, признавая массовые нарушения прав человека при Пиночете, говорил: «Он проводил очень важные либеральные экономические реформы… Аугусто Пиночет свято верил в частную собственность и в конкуренцию, и при нём частные компании заняли достойное место в бизнесе, а экономика росла и при нём, и после него».
На сентябрьской 2007 года конференции Краснодарской краевой организации СПС председатель её ревизионной комиссии Николай Алёшин сделал доклад о коррупции в партии. После этого доклада Николай Алёшин, а также Георгий Давитлидзе (заместитель председателя Краснодарской краевой организации СПС) и Александр Тищенко (председатель Краснодарской городской организации СПС) вышли из рядов СПС. Председатель Кореновской районной организации СПС, член краевого политсовета СПС Урузмаг Каркусов бежал из России в Грузию, где возглавил Правительство Южной Осетии, лояльное президенту Грузии Саакашвили и участвовавшее в подготовке августовских событий 2008 года.

#### Итоги выборов
6 декабря 2007 были объявлены итоги выборов в Государственную Думу. По их итогам партия СПС набрала 0,96 % голосов проголосовавших избирателей.

Столь низкий результат был расценён наблюдателями как серьёзное поражение партии. Так, журнал «Эксперт» отмечал: 
 это не просто локальное поражение, это полный и окончательный разгром. Разгром совершенно закономерный, поскольку обе партии только по привычке и по недоразумению считаются правыми. Своего избирателя они потеряли давно, а попытки, оставаясь «виртуально правыми», поиграть на левом поле провалились.
Подписание протоколов итогов выборов состоялось, несмотря на протесты представителей КПРФ, СПС и «Яблока», которые потребовали признать выборы нечестными и недемократичными, а их результаты недействительными.
СПС согласился с утверждениями коммунистов о голосовании в Мордовии, где КПРФ заявила, что до пересчёта голосов за «Единую Россию» на некоторых избирательных участках проголосовало до 109 % зарегистрированных избирателей.

## Региональные выборы
В 2001 году на региональных выборах в Сибири в агитации за «Союз правых сил» участвовала группа «Тату», вывесив транспарант с изображением логотипа партии над сценой и скандируя время от времени «Союз! Правых! Сил!».

### 2004 год
В 2004 году Союз правых сил смог провести своих представителей в 3 региональных парламента:
- Тульская область — 6,21 %
- Брянская область — 8,34 % (Евгений Зеленко, Олег Носов, Игорь Панкратов)
- Курганская область — 10,76 %

5 декабря того же года, в Брянской, Волгоградской и Ульяновской областях кандидаты от партии занимают вторые места и проходят во второй тур.

### 2005 год
В 2005 году Союз правых сил выставлял свои партийные списки в 15-и регионах из 20-и, где проходили выборы в региональные парламенты.
Партия смогла провести своих представителей в 5 региональных парламентов:
- Рязанская область — 5,52 % (7-е место, барьер — 5 %)
- Амурская область — 12,78 % (4-е место, барьер — 3 %)
- Ивановская область — 5,03 % (6-е место, барьер — 4 %)
- Чеченская Республика — 12,39 % (2-е место, барьер — 5 %)
- Москва — 11,11 % (объединённый список СПС и «Яблока», 3-е место при барьере в 10 %).

### 2006—2007 годы
В декабре 2006 года СПС одержал значимую для себя победу на выборах в Законодательное собрание Пермского края. Партия получила 16,34 % голосов, заняв второе место после «партии власти».
Это был лучший электоральный результат «Союза правых сил» с момента создания партии в 1999 году и лучший результат так называемой демократической оппозиции за последний период.
В марте 2007 года в ряде регионов партия превысила свой результат 2003 года более чем в три раза:
| Субъект РФ            | Результаты на выборах в Госдуму в 2003 году, % | Результаты на региональных выборах в марте 2007 года, % |
| --------------------- | ---------------------------------------------- | ------------------------------------------------------- |
| Мурманская область    | 2,92                                           | —                                                       |
| Республика Коми       | 4,39                                           | 8,90                                                    |
| Вологодская область   | 3,68                                           | —                                                       |
| Ленинградская область | 4,11                                           | 7,00                                                    |
| Санкт-Петербург       | 9,30                                           | 5,17                                                    |
| Псковская область     | 3,81                                           | —                                                       |
| Московская область    | 4,41                                           | 7,08                                                    |
| Орловская область     | 1,51                                           | 6,98                                                    |
| Самарская область     | 3,51                                           | 8,92                                                    |
| Ставропольский край   | 1,91                                           | 7,65                                                    |
| Дагестан              | 4,19                                           | —                                                       |
| Омская область        | 3,78                                           | 5,82                                                    |
| Тюменская область     | 2,10                                           | —                                                       |
| Томская область       | 5,21                                           | 7,78                                                    |

Таким образом, в среднем в марте 2007 года в тех регионах, где СПС участвовал в выборах, партия набрала более 7 %.

## Роспуск и объединение с другими партиями в партиюПравое дело
В 2008 году было принято решение Республиканской партии Владимира Рыжкова, Объединённого гражданского фронта (ОГФ) Гарри Каспарова, Народно-демократического союза Михаила Касьянова и других организаций оппозиционного движения объединиться в новое оппозиционное Кремлю объединённое демократическое движение. Такое объединение было решено осуществить на основе партии СПС, как и предлагали её руководители. Одним из вариантов было вступление всех лидеров в СПС, чтобы иметь возможность участвовать в выборах и последующая смена названия партии.
Однако, накануне заседания Президиума Федерального политического совета СПС были высказаны предположения, что СПС может начать сотрудничество с Кремлём.
26 сентября 2008 года Президиум Федерального политического совета, который, как планировалось ранее, должен был одобрить объединение оппозиции, принял решение об участии в создании легитимной системной правой партии, инициированном Кремлём. В качестве одной из причин называлась непогашенная задолженность СПС перед государством, возникшая в связи с выборной кампанией 2007 года. В тот же день лидер партии Никита Белых подал в отставку со своего поста и вышел из партии. По его словам, в СПС принято решение «договариваться с Кремлём и участвовать в создании нужной Кремлю „правильной“ либеральной партии». Сам Белых отказался участвовать в этом. Также в своём ЖЖ Белых написал, что не видит себя в проекте Кремля, не верит в демократическую модернизацию страны сверху и не считает, что государство должно управлять партиями. Борис Немцов заявил, что Белых «не хочет участвовать в таком фальш-проекте» и «СПС станет марионеточной партией».
Исполняющим обязанности председателя СПС назначен Леонид Гозман. Борис Надеждин по поводу заявления Белых отметил: «У нас партия свободная: хочешь — выходишь, хочешь — входишь».
Борис Немцов заявил: «Я с уважением отношусь к решению Никиты Белых, которое означает то, что он не хочет участвовать в таком фальш-проекте. Сейчас СПС станет марионеточной партией, управляемой кремлёвскими кукловодами, и в этой партии я точно не останусь».
2 октября 2008 года на заседании федерального политсовета СПС с повесткой дня «О судьбе партии СПС» было принято решение о самороспуске в ноябре и создании новой правой партии вместе с двумя другими партиями — «Демократической партией России» и «Гражданской силой».
3 октября партию покинул Егор Гайдар, выразивший сомнение в успехе проекта в случае своего участия в нём. При этом, по мнению Гайдара, его однопартийцы «руководствуются благородными намерениями». Тем не менее, он написал заявление о выходе из состава СПС, в котором подчеркивал: «Понимаю мотивы тех, кто хочет именно таким образом перестроить структуру СПС. Они наверняка думают об опыте Восточной Европы и о том, какую позитивную роль сыграли политические структуры, лояльные режиму, но формально не входящие в правящую партию. Поэтому не готов ни слова сказать в осуждение их позиции. Тем не менее, принимать участие в этом проекте не намерен».
15 ноября 2008 года на партийном съезде было принято решение о самороспуске, а уже 16 ноября представителями самораспустившихся СПС, ДПР и «Гражданской силы» была учреждена новая либеральная партия «Правое дело», сопредседателями которой стали представители трёх старых партий.
5 декабря 2008 года в прессе со ссылкой на Марию Гайдар появились сообщения, что Таганский районный суд Москвы принял к рассмотрению иск о незаконности ликвидации партии СПС. 21 января 2009 года ликвидация СПС была признана законной.
8 декабря 2008 года президент Медведев внёс кандидатуру бывшего председателя партии Никиты Белых на пост губернатора Кировской области.
Некоторые члены СПС впоследствии объединились с членами ОГФ, РНДС, «Яблока» и ряда других организаций и создали Объединённое демократическое движение «Солидарность», которое позже вошло в Партию народной свободы «За Россию без произвола и коррупции».

## Финансирование
В начале 2000-х годов руководство «Союза правых сил» тщетно пыталось наладить сбор членских взносов. В конце 2002 года исполком «Союза правых сил» сообщал, что уже 41 региональное отделение СПС перечислило партийные взносы. Однако все закончилось тем, что в феврале 2005 года ставка членских взносов была сделана нулевой, то есть взносы были фактически отменены.

### Критика
- «Партия политического гербалайфа» Архивная копия от 9 июня 2008 на Wayback Machine
- «Нет такой партии»
- «Дело социологов»
- «Кассовый разрыв»
- Комментарии Виталия Третьякова к программе СПС «Горизонт-2017. Вернуть России будущее»